# Киллала

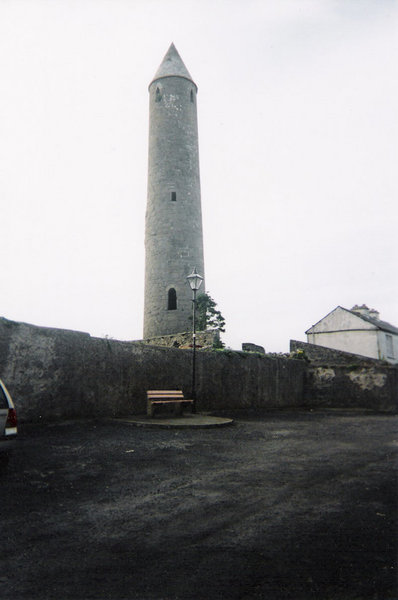

Киллала (англ. Killala; ирл. Cill Ala) — деревня в Ирландии, находится в графстве Мейо (провинция Коннахт). Одним из епископов местного монастыря был святой Келлах.

## Демография
Население — 569 человек (по переписи 2006 года). В 2002 году население было 650 человек.
Данные переписи 2006 года:
| Общие демографические показатели |               |                               |                               |      |      |
| Всё население                    | Всё население | Изменения населения 2002—2006 | Изменения населения 2002—2006 | 2006 | 2006 |
| 2002                             | 2006          | чел.                          | %                             | муж. | жен. |
| 650                              | 569           | −81                           | −12,5                         | 279  | 290  |

## Историческая роль
Возле Киллалы 22 августа 1798 года высадились французские войска, приехавшие поддержать ирландское восстание 1798-го года. Это событие поэтично описывается в пьесе Уильяма Батлера Йейтса «Кэтлин, дочь Холиэна».